# The Price Mark
The Price Mark er en amerikansk stumfilm fra 1917 af Roy William Neill.

## Medvirkende
- Dorothy Dalton som Paula Lee
- William Conklin som Fielding Powell
- Thurston Hall som Dr. Daniel Melfi
- Adele Farrington som Marie
- Edwin Wallock som Hassan